# Нижнее Городище (Брянская область)
Нижнее Городище — посёлок в Брасовском районе Брянской области, в составе Столбовского сельского поселения. 
 Расположен в 2 км к югу от посёлка Летча. Население — 7 человек (2010).
Возник в 1920-е годы. До 2005 года входил в состав Городищенского (2-го) сельсовета.
| Годы      | 1926 | 1979 | 1989 | 2002 | 2010 |
| --------- | ---- | ---- | ---- | ---- | ---- |
| Население | 90   | 50   | 25   | 11   | 7    |